# Покровка (Выгоничский район)
Покровка — посёлок в Выгоничском районе Брянской области, в составе Красносельского сельского поселения. Расположен в 4 км к западу от села Красное. Население — 4 человека (2010).

## История
Возник в 1920-х гг.; до 2005 года в Красносельском сельсовете (в 1966—1979 гг. в Хмелевском).
| Годы      | 1926 | 1979 | 1989 | 2002 | 2010 |
| --------- | ---- | ---- | ---- | ---- | ---- |
| Население | 83   | 45   | 16   | 7    | 4    |